# Plateau d'Emparis
Le plateau d'Emparis (certaines cartes anciennes portent aussi le nom « plateau de Paris ») est un plateau situé à plus de 2 000 m d'altitude sur les départements français de l'Isère et des Hautes-Alpes. Appartenant au massif des Arves dans les Alpes françaises, il fait face au massif des Écrins et notamment à La Meije. Il se trouve sur les communes de Besse, Mizoën et La Grave.
Le plateau d'Emparis, possédant une flore et une faune très riches, fait partie des sites Natura 2000 français et se trouve dans l'aire d'adhésion au parc national des Écrins. Il comporte aussi plusieurs lacs de montagne, dont le lac Lérié et le lac Noir. Ce lieu fait partie des 25 sites naturels classés du département de l'Isère.
Plusieurs sentiers de randonnée le parcourent et quelques refuges de montagne y ont pris place.

## Géographie

### Localisation
Le plateau d'Emparis est sur les communes de Besse, Mizoën et La Grave. On y accède par celles-ci, par des pistes et des sentiers. Il s'élève au nord de la vallée de la Romanche, qu'il surplombe, et notamment de la combe de Malaval.
Sa situation le met à l'intersection de deux aires géographiques : Alpes internes et Alpes intermédiaires, ainsi qu'à la jonction de deux zones climatiques : Alpes du Nord et Alpes du Sud.

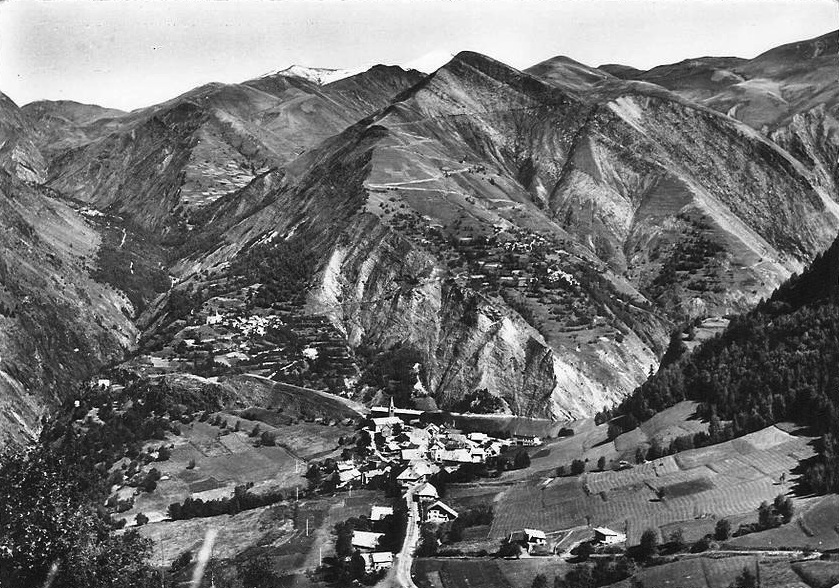
Montagne sur la droite de l'image : partie ouest massif du plateau d'Emparis. Au premier plan : Mont-de-Lans, second-plan : Mizoën et ses hameaux de Singuigneret et des Aymes. Carte postale, début XXe siècle.
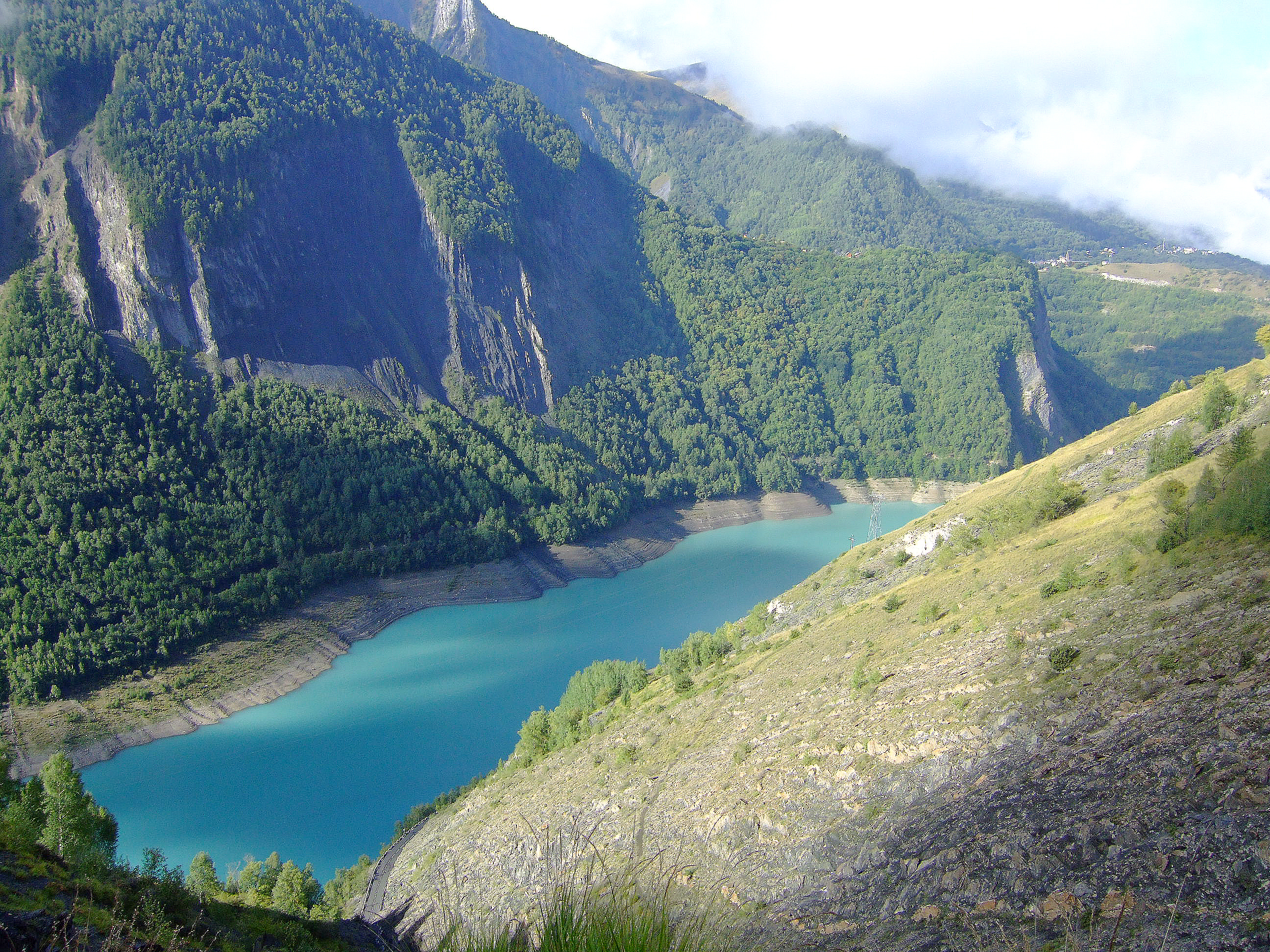
Vue de la retenue d'eau du barrage du Chambon, depuis le plateau d'Emparis.
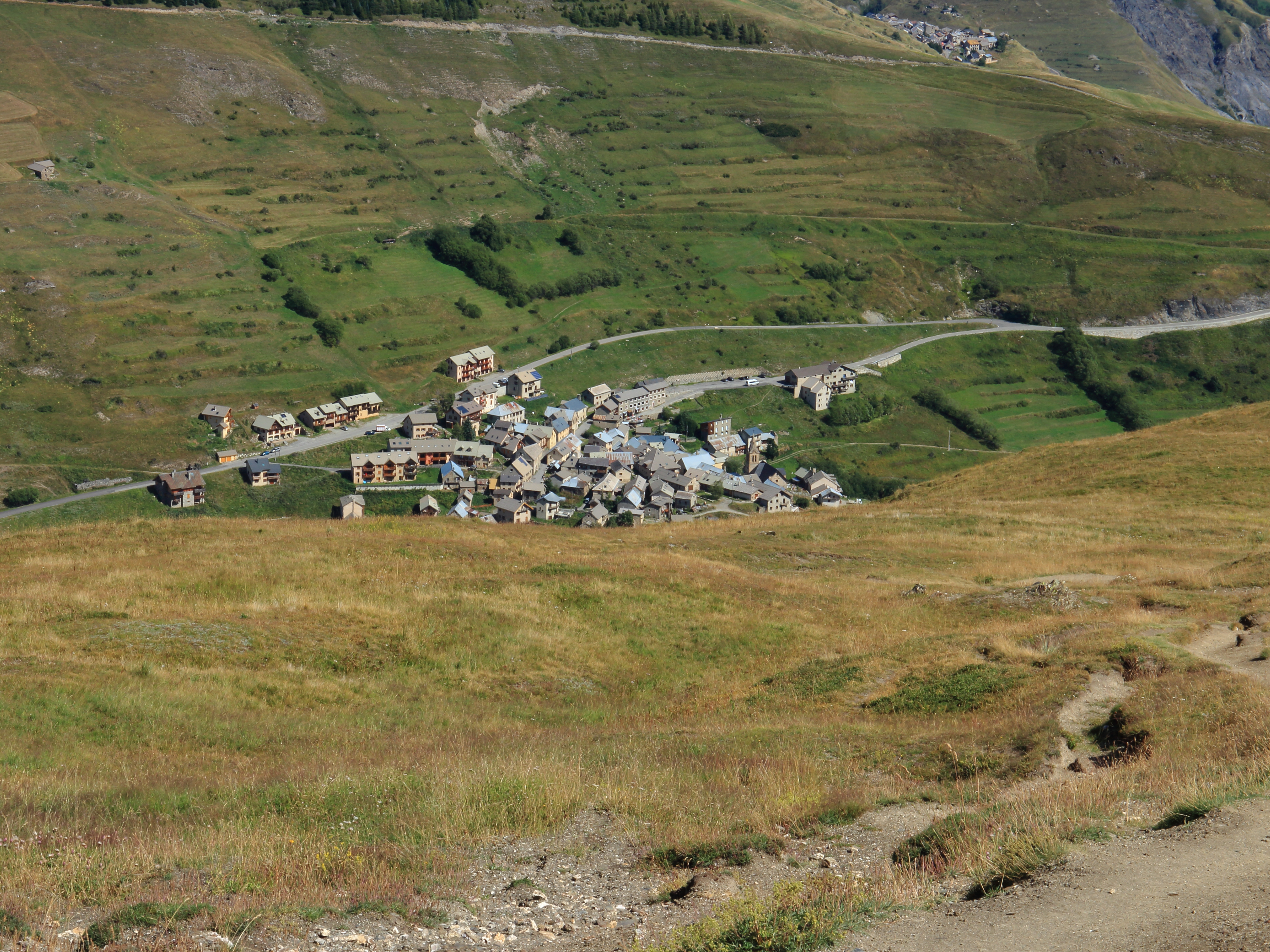
Le Chazelet, hameau de La Grave par lequel on accède au plateau depuis l'est, vu du plateau d'Emparis.

### Géologie
Le plateau d'Emparis présente des caractéristiques géologiques variées et une géomorphologie contrastée, qui ont favorisé une diversité de la flore et de la faune. Ses roches sont essentiellement calcaires et marneuses,

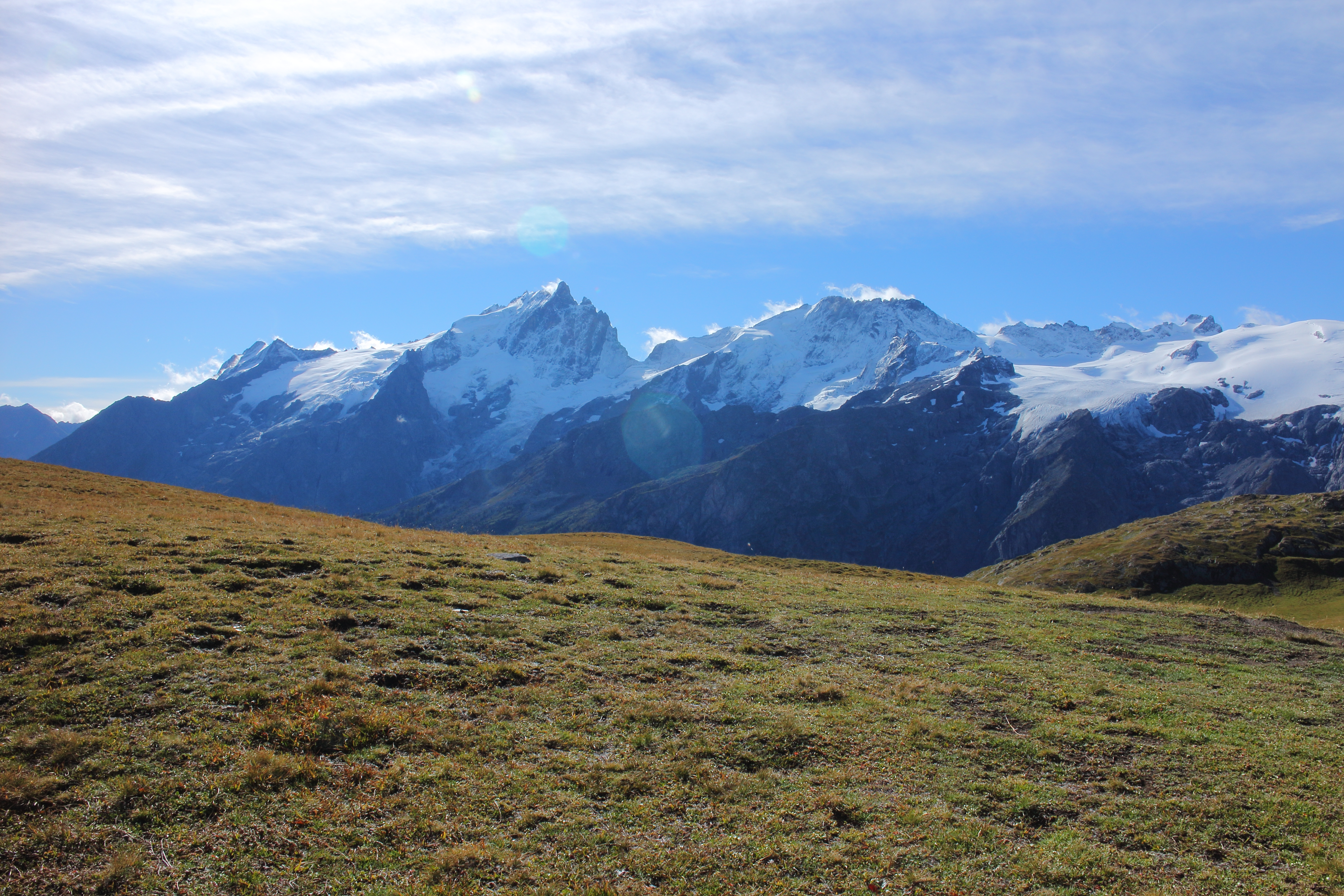
Le massif de La Meije vu du col du Souchet sur le plateau d'Emparis.
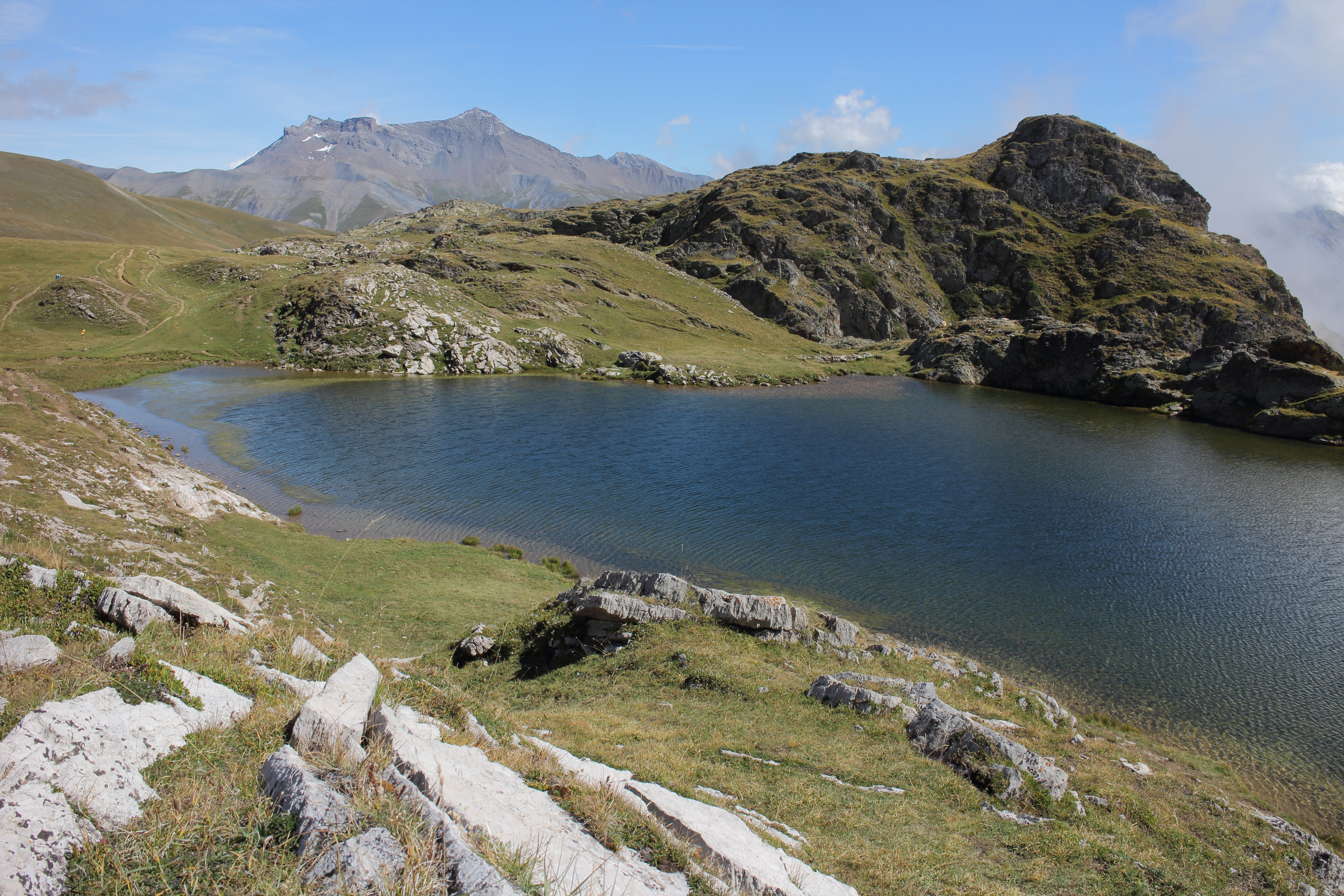
Le lac Lérié.
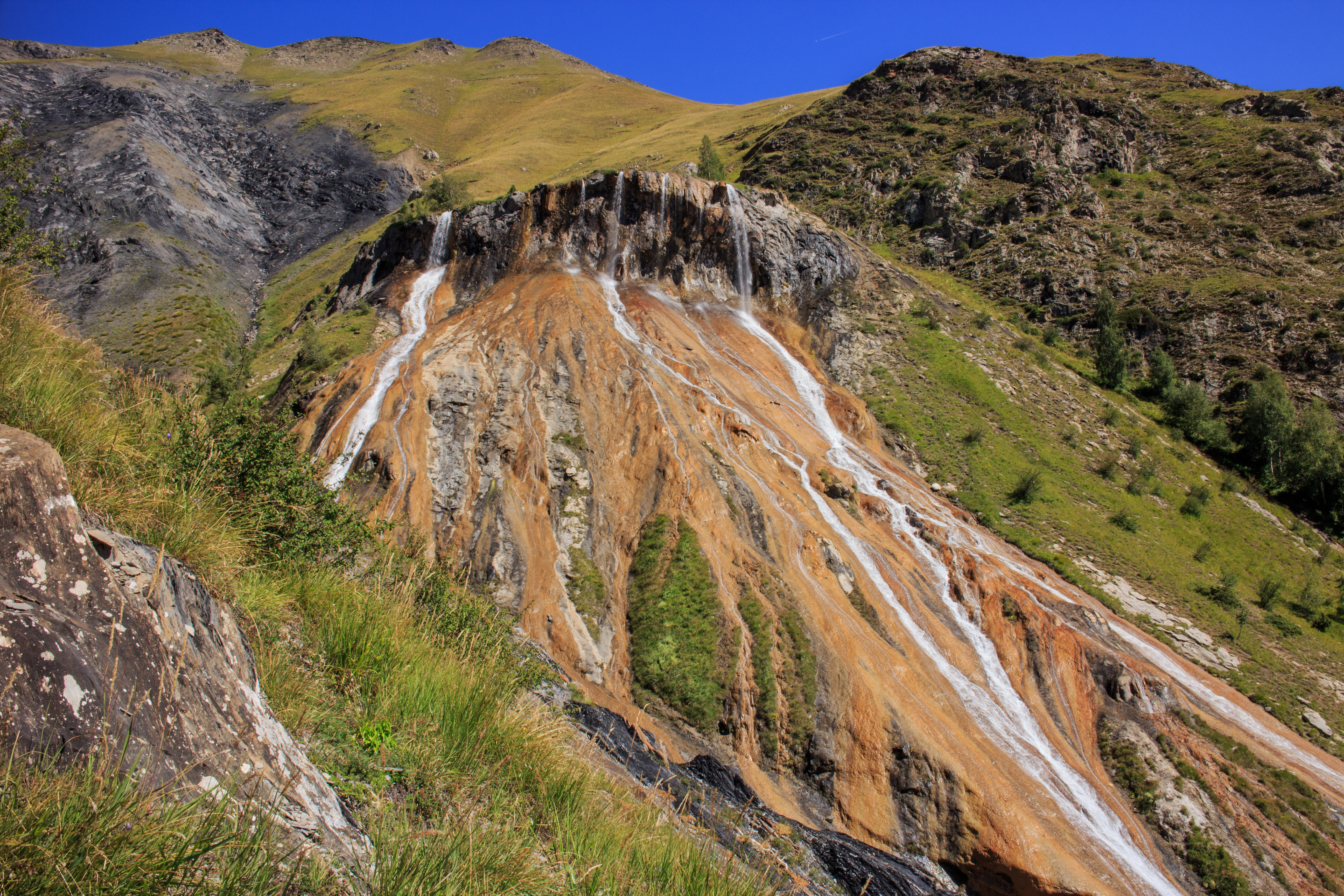
La fontaine pétrifiante, vers le refuge des Mouterres.

### Environnement naturel, faune et flore
Le plateau d'Emparis accueille plusieurs lacs, dont le lac Lérié et le lac Noir, ainsi que des tourbières, des torrents et des fontaines pétrifiantes,, notamment la tufière ou « fontaine pétrifiante de la Pisse » et une zone de marais au Rif-Tort.

Les lacs
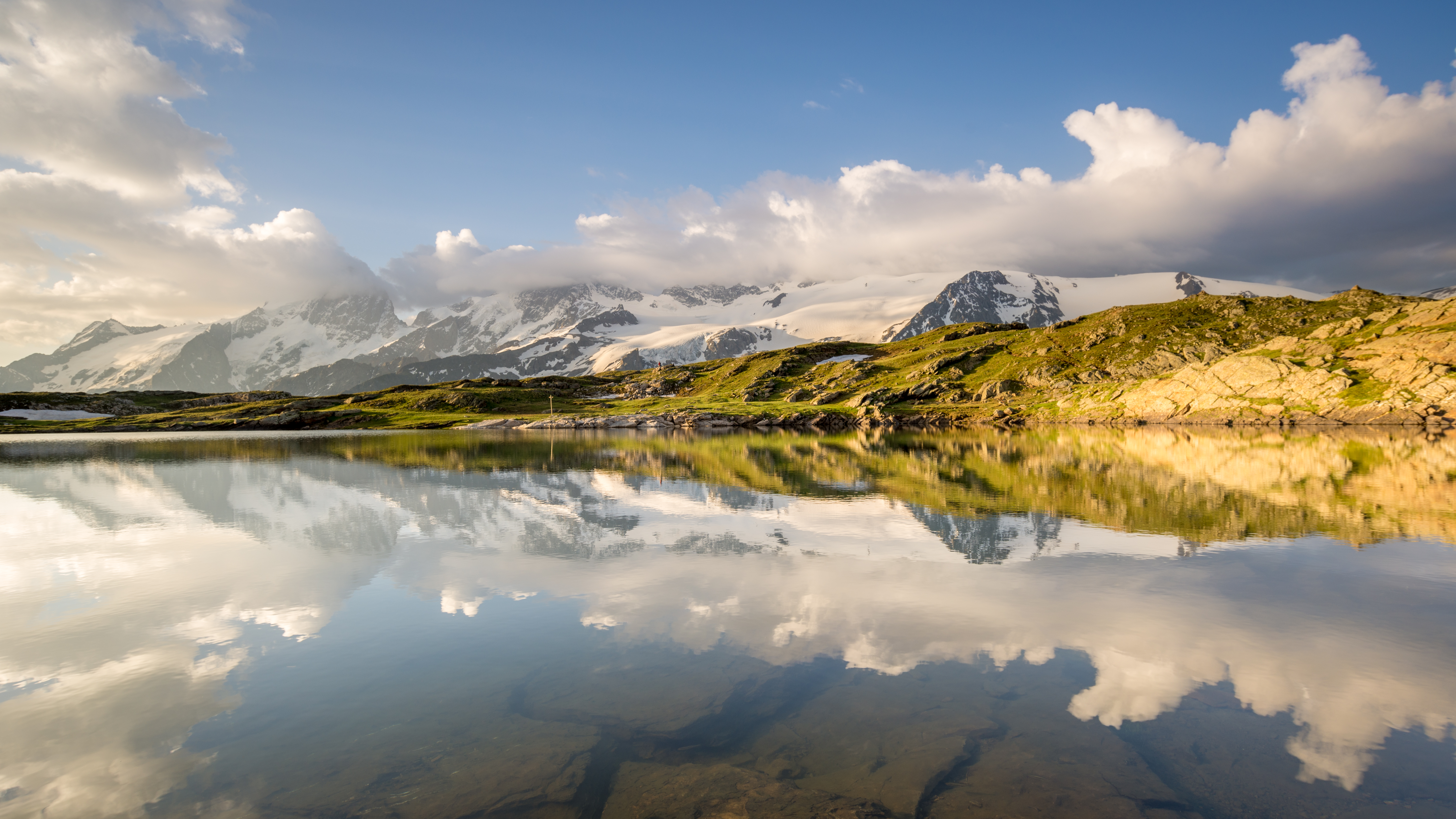
L'un des lacs du plateau, au lever du soleil.
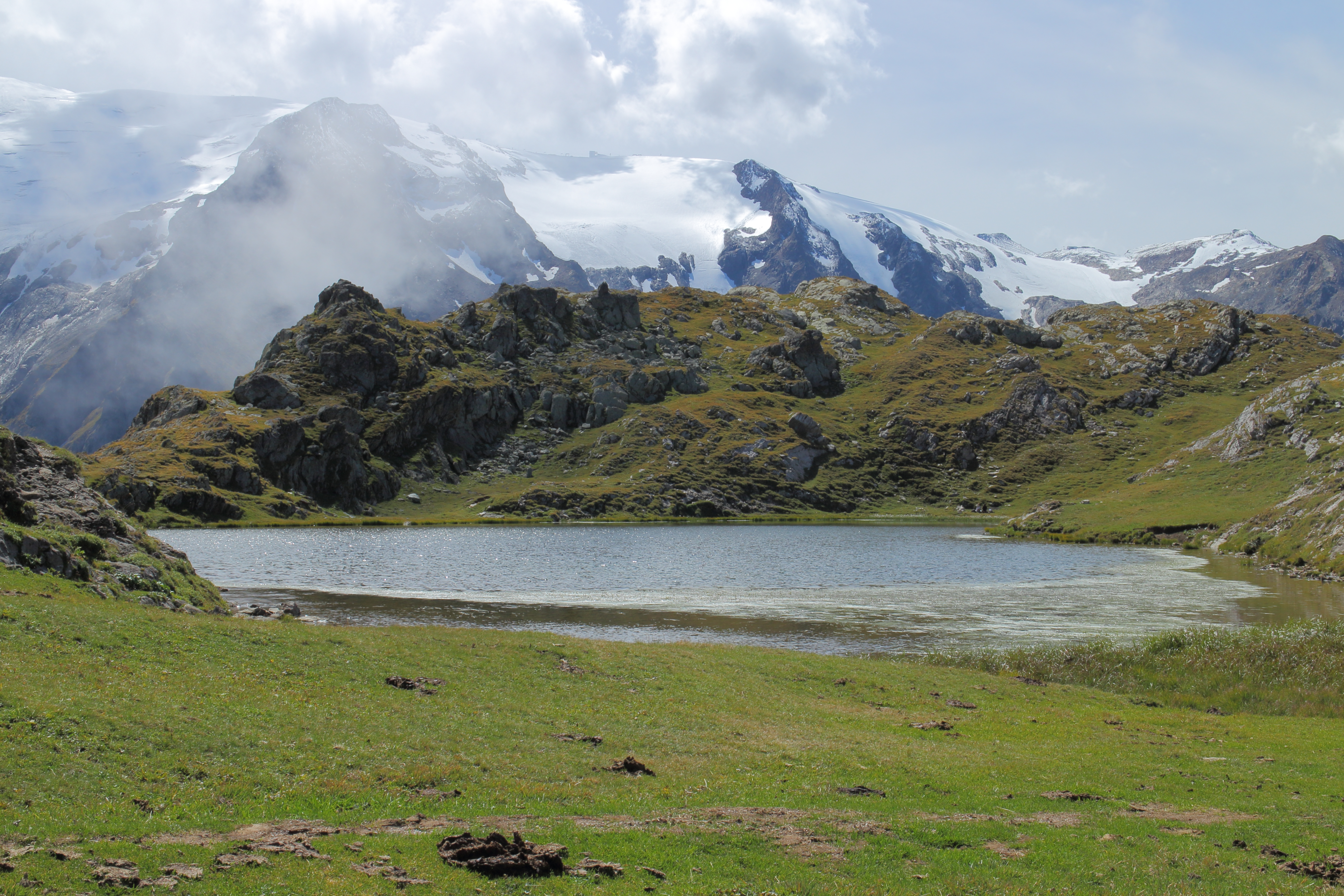
Le lac Lérié, avec en arrière-plan le massif de La Meije.
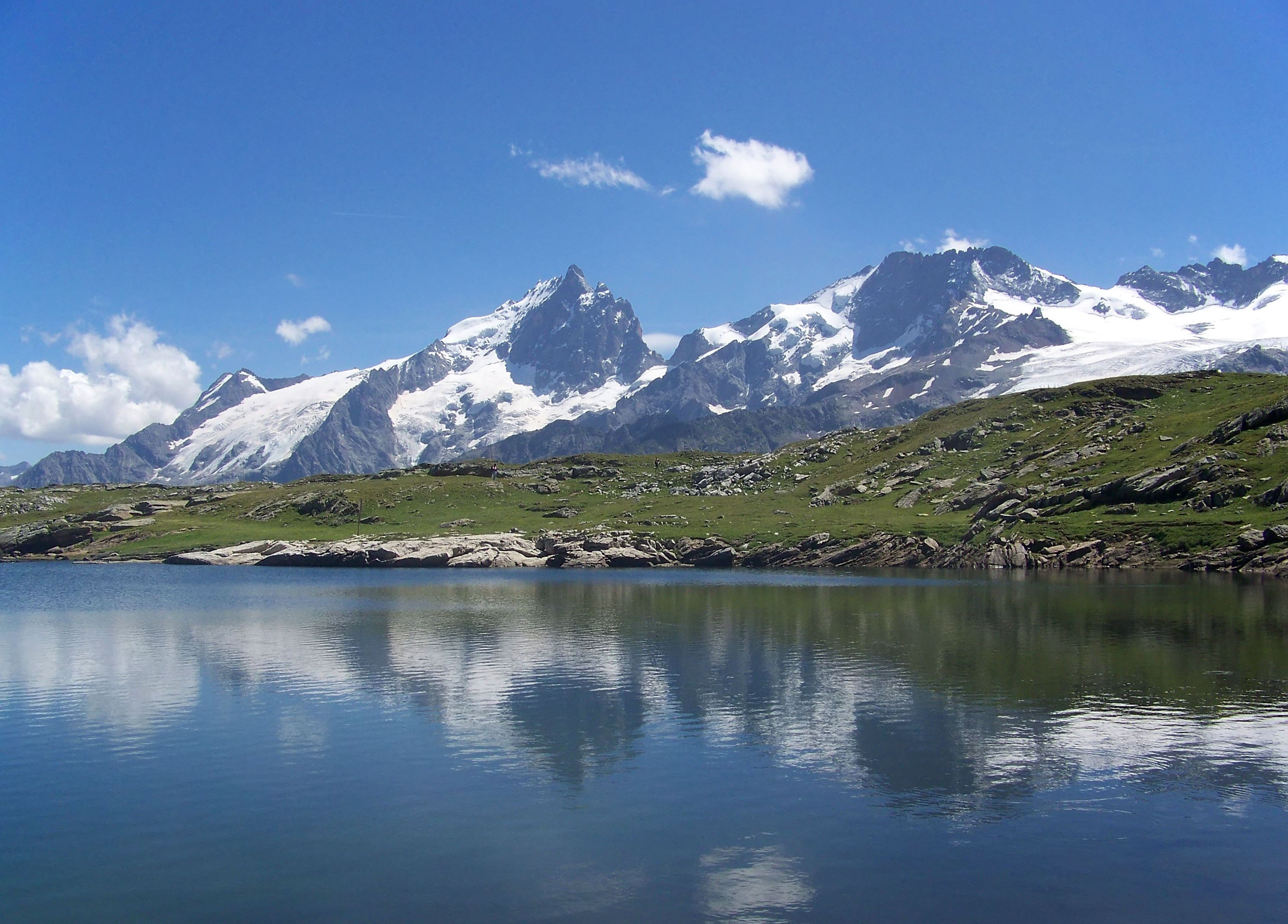
Le lac noir, avec le massif de La Meije en arrière-plan.

Situé à proximité de la zone cœur du parc national des Écrins et sur des communes adhérant à la charte de ce parc, le plateau d'Emparis fait aussi l'objet d'études et de suivi. Ainsi, les gardes du parc étudient la faune et notamment le lièvre variable sur ce plateau. Des traces de blaireau européen sont parfois relevées, tandis que les marmottes sont plus présentes. Des lépidoptères peuplent le site Emparis-Goléon, dont le Damier de la Sucisse, l'Apollon et le Semi-Apollon ; parmi les chiroptères sont à citer le Petit murin et le Grand murin. Parmi les nombreuses espèces végétales, des edelweiss peuvent être aperçues dans certaines prairies, ainsi que le carex bicolor ; l'espace Emparis-Goléon accueille aussi l'Androsace septentrionale, l'Arnica des montagnes, le Génépi noir, la Grande Gentiane, l'Androsace helvétique, le Sainfoin de Boutigny... Les milieux sont fragiles et certaines espèces sont rares : mieux vaut ne pas cueillir de fleurs et éviter de déranger les animaux.

Exemples de faune et de flore du site
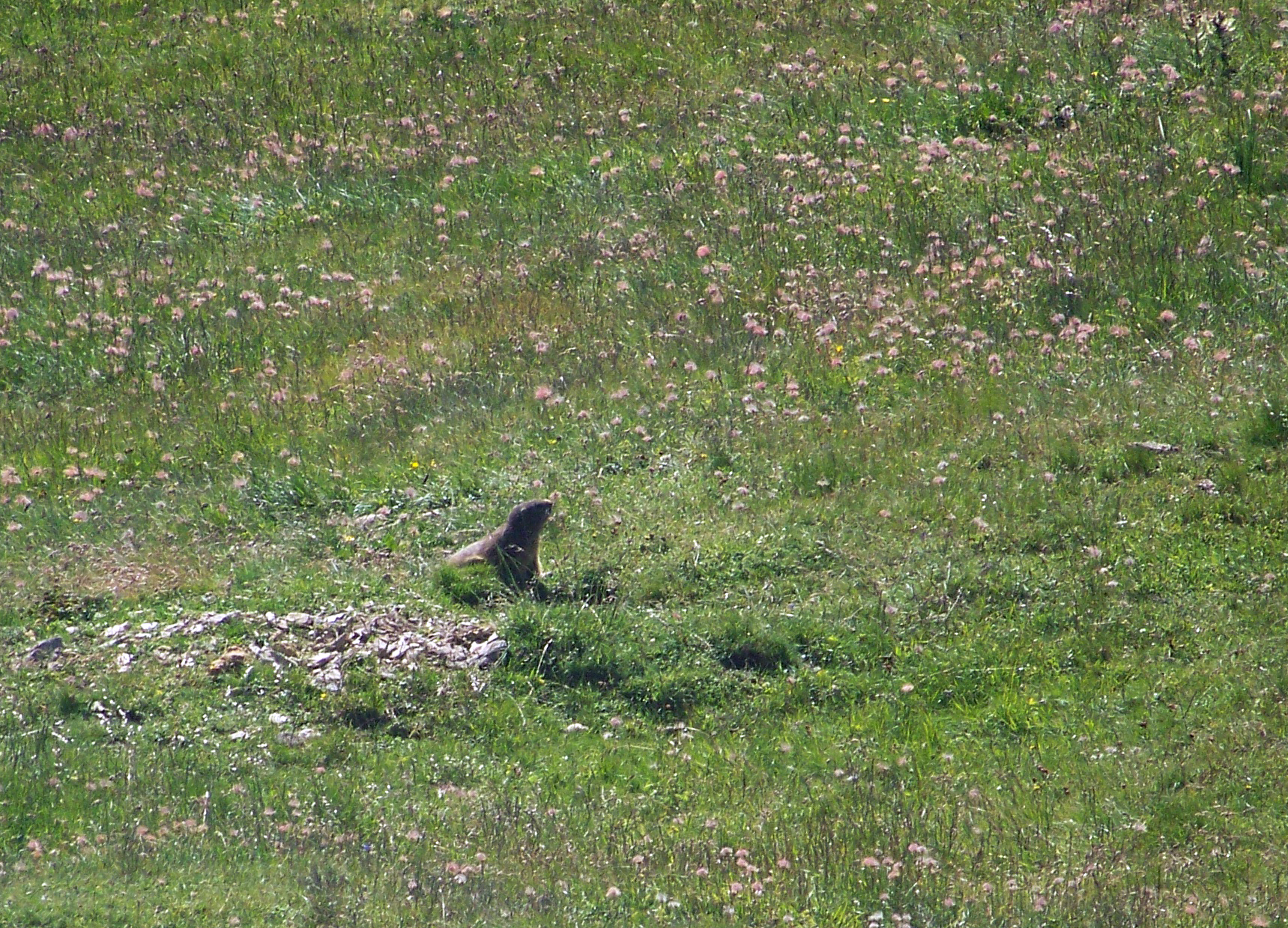
Une marmotte (marmota marmota).
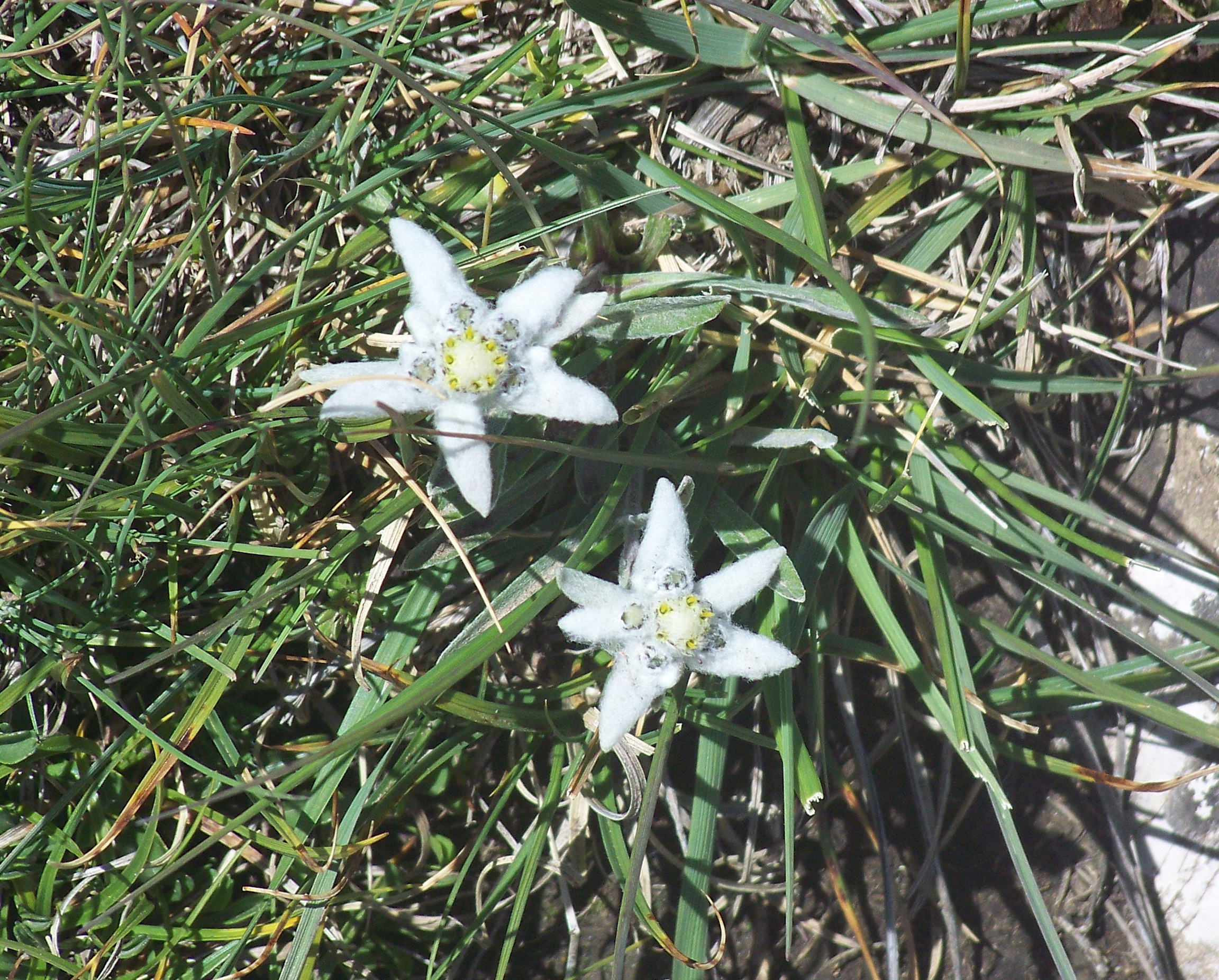
Edelweiss (Leontopodium alpinum) dans la prairie du plateau.

## Activités

### Protection environnementale
Le plateau d'Emparis est dans l'« aire d'adhésion » au parc national des Écrins et proche de sa zone cœur. Une partie de sa surface est également un site classé.
Situé en zone de montagne, le site est également dans une zone Natura 2000, un réseau mondial ayant pour objectif la préservation de la biodiversité et la valorisation des territoires. Il présente un paysage de steppe. En Isère, il fait partie du site « Natura 2000 Ferrand-Emparis ». Sur la commune de La Grave, il fait partie du site « Natura 2000 Emparis-Goléon », qui couvre 7 476 hectares, avec « 26 habitats d'intérêt communautaire dont 5 prioritaires : pelouses steppiques, sources pétrifiantes et bas-marais arctico-alpin [situé, lui, vers le Goléon et non sur le plateau d'Emparis] ».
Des arrêtés préfectoraux de protection de biotope sont également en vigueur sur le site : l'un sur une zone liée à la fontaine pétrifiante et l'autre sur le Rif Tort.
Une réglementation spécifique concernant la fréquentation et les usages possibles sur ce site existe.

### Pastoralisme
Historiquement, le plateau d'Emparis était essentiellement un lieu d'alpage. En été, des troupeaux de bovins et d'ovins paissent sur le plateau : bien gérés, ils participent à l'entretien des prairies et au maintien de la biodiversité.

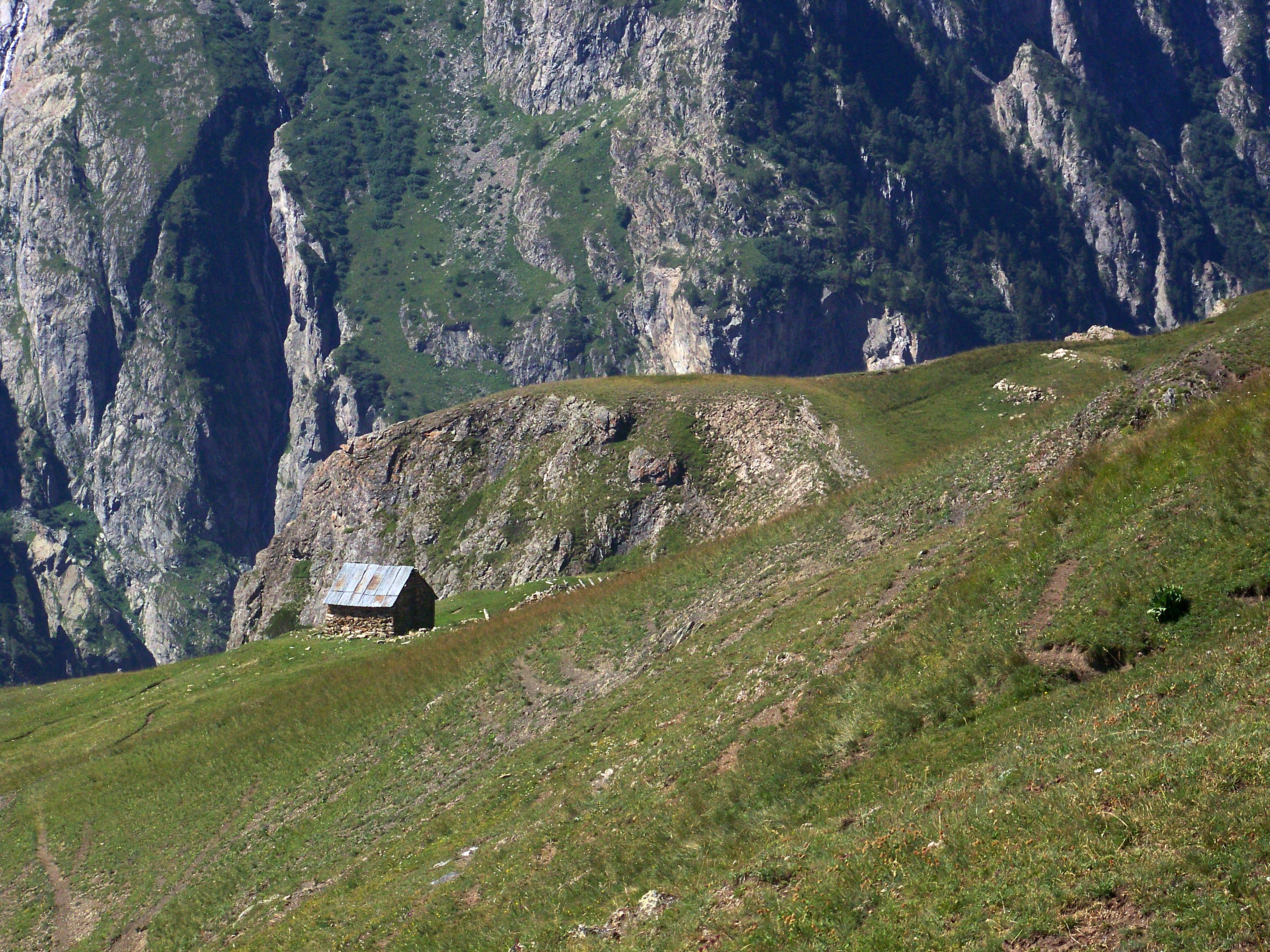
Une bergerie près des ruines du souchet, sur le plateau d'Emparis.
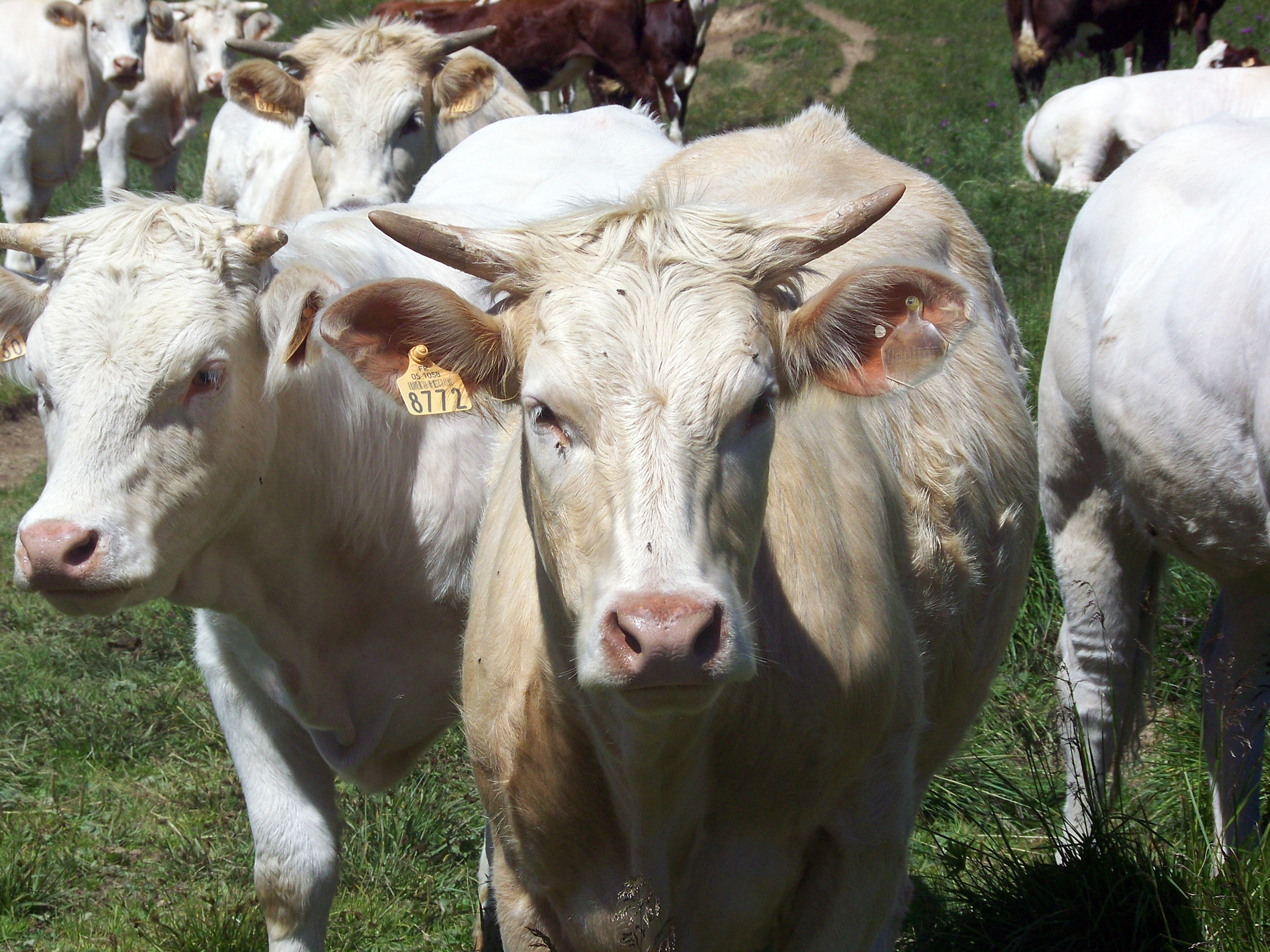
Des vaches paissant sur le plateau, 2008.

### Randonnée

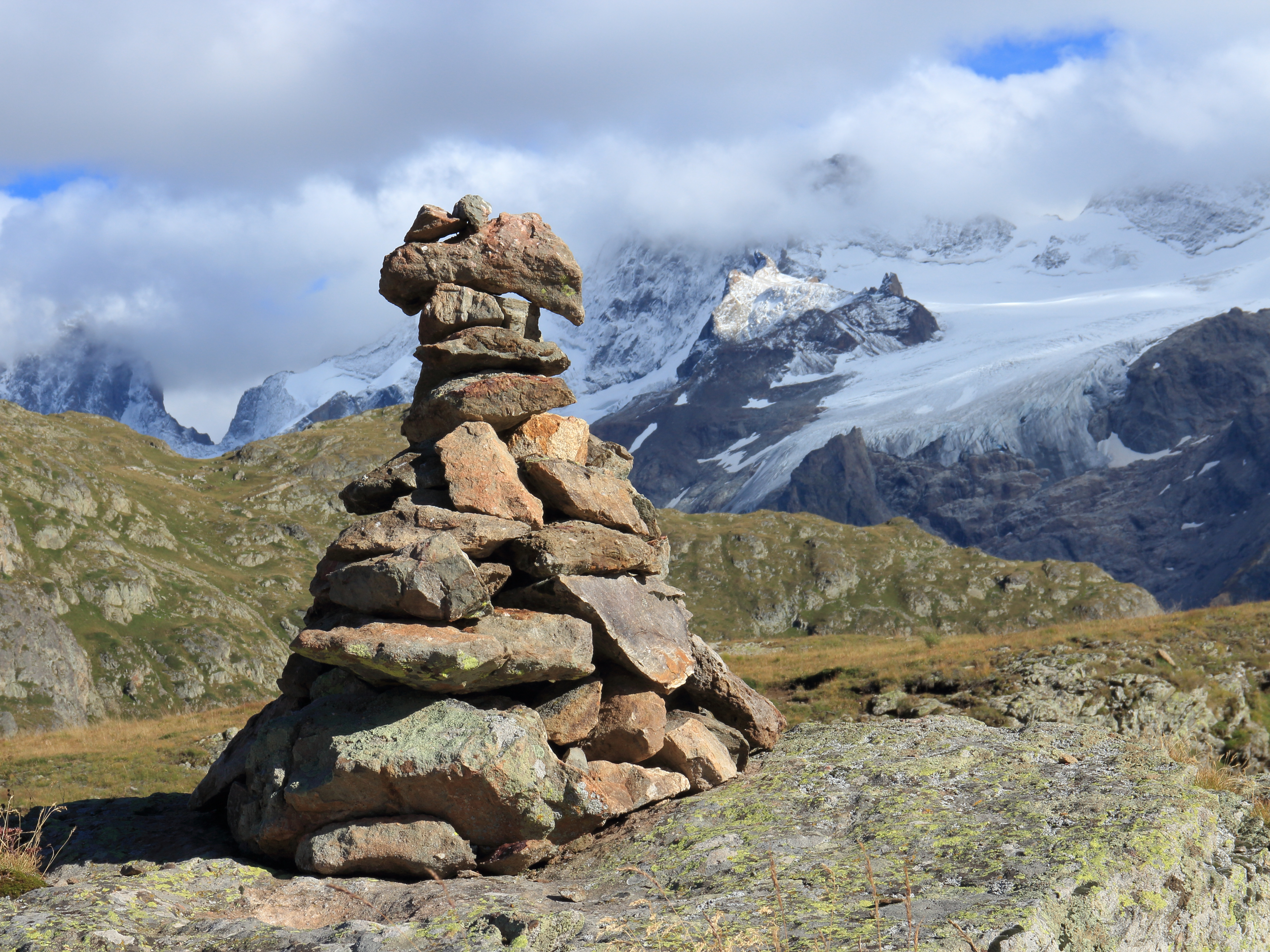
Un cairn sur le plateau d'Emparis.

Une réglementation spécifique concernant la protection du milieu existe, elle est à respecter.
Plusieurs sentiers de randonnée traversent le plateau d'Emparis, dont le sentier de grande randonnée 54 (GR 54) dit aussi « Tour de l'Oisans », qui est à cet endroit couplé au sentier de grande randonnée 50 (GR 50).
Une étude de fréquentation réalisée en juillet-août 2016 a relevé qu'environ 200 personnes par jour passent sur le plateau d'Emparis, dont 120 depuis le Chazelet (commune de La Grave). La cascade pétrifiante et le refuge des Clots qui en est proche sont visités par une trentaine de personnes par jour ; c'est aussi une autre entrée du plateau d'Emparis. Cela totalise environ 13 000 personnes sur les deux mois d'été.
Le plateau accueille plusieurs refuges : le refuge des Clots, le refuge des Mouterres, le refuge du Fay et le refuge des Chatons,.

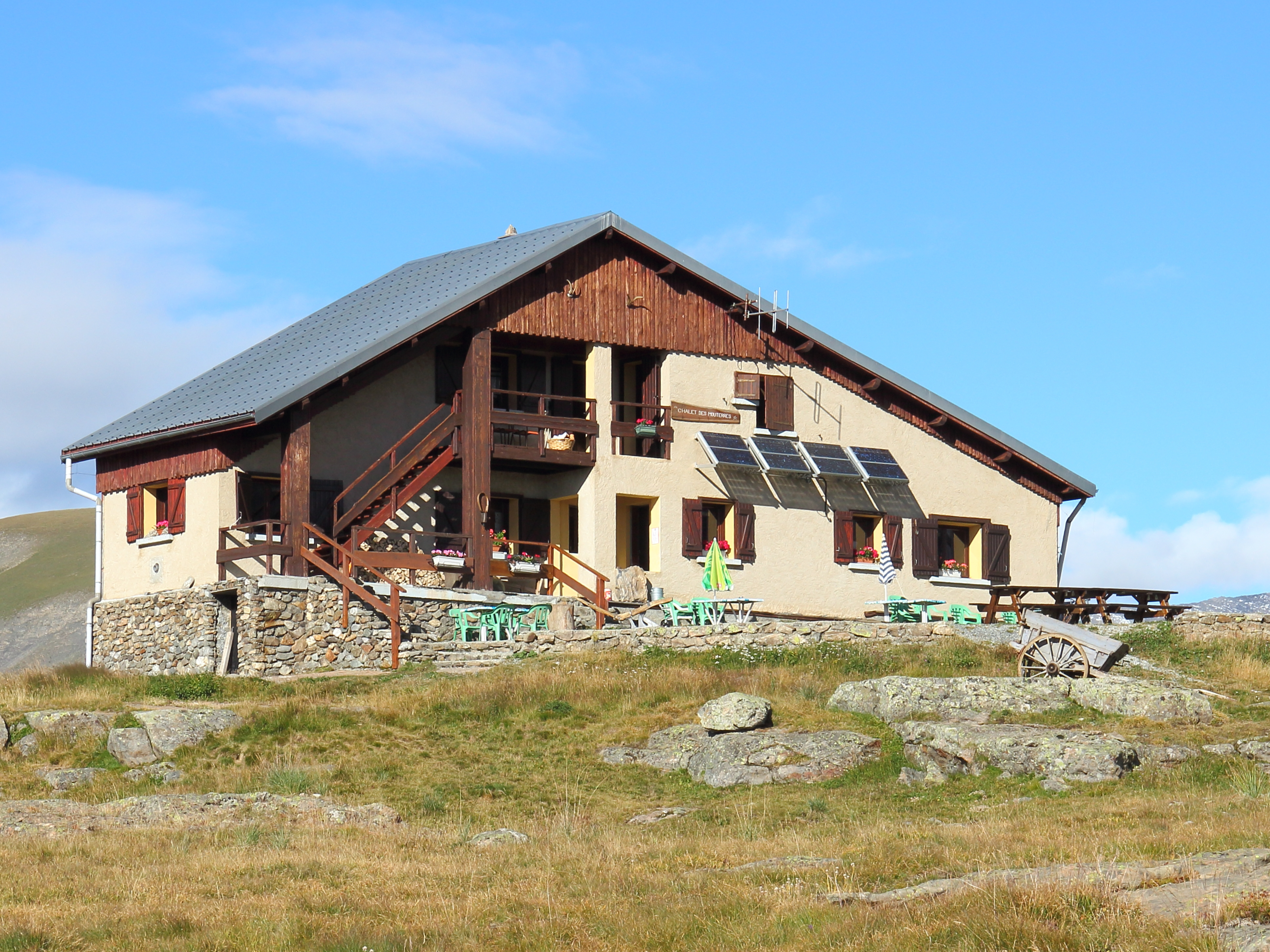
Le refuge des Mouterres.
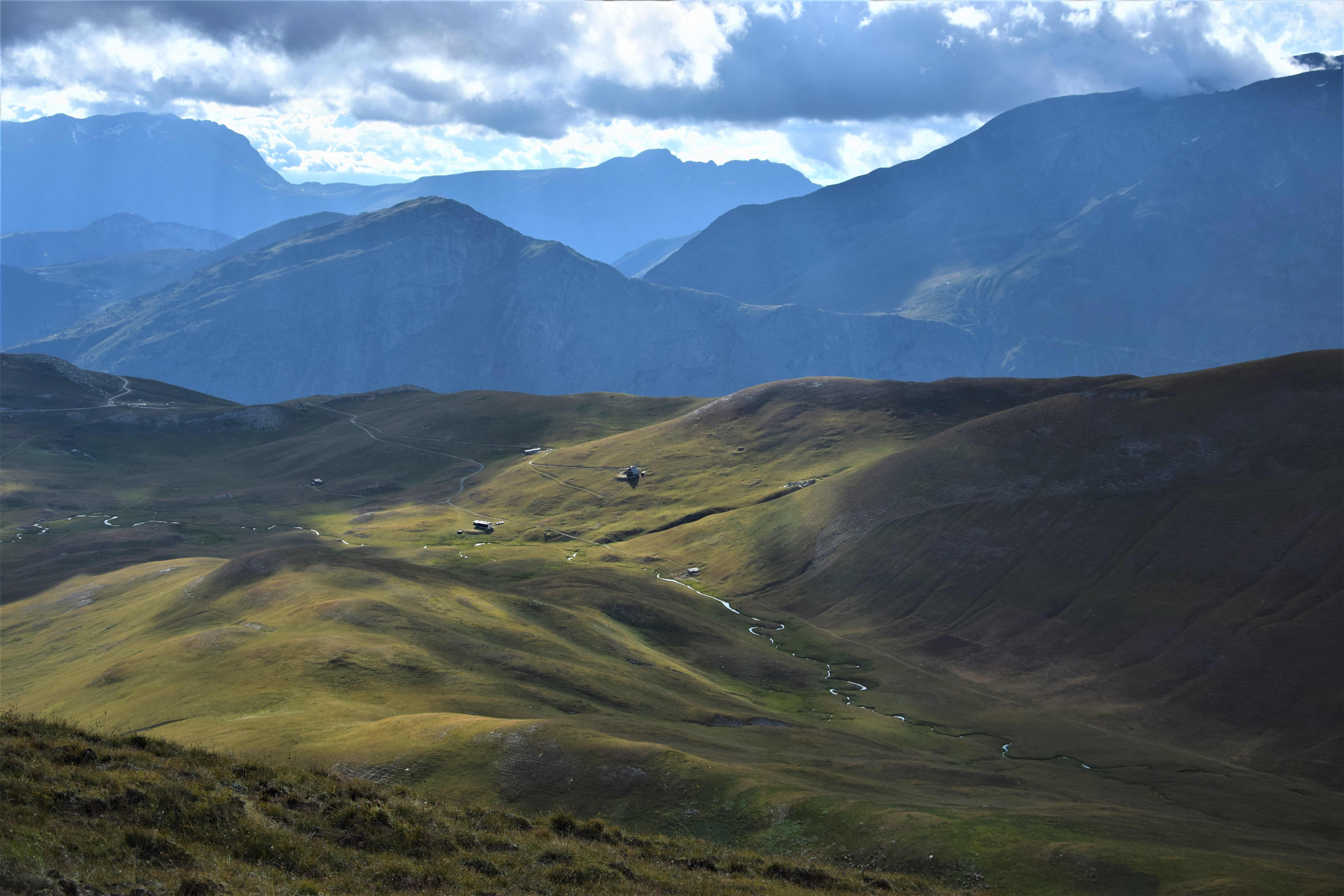
Vue sur le plateau et ses refuges depuis le Grand Têt.
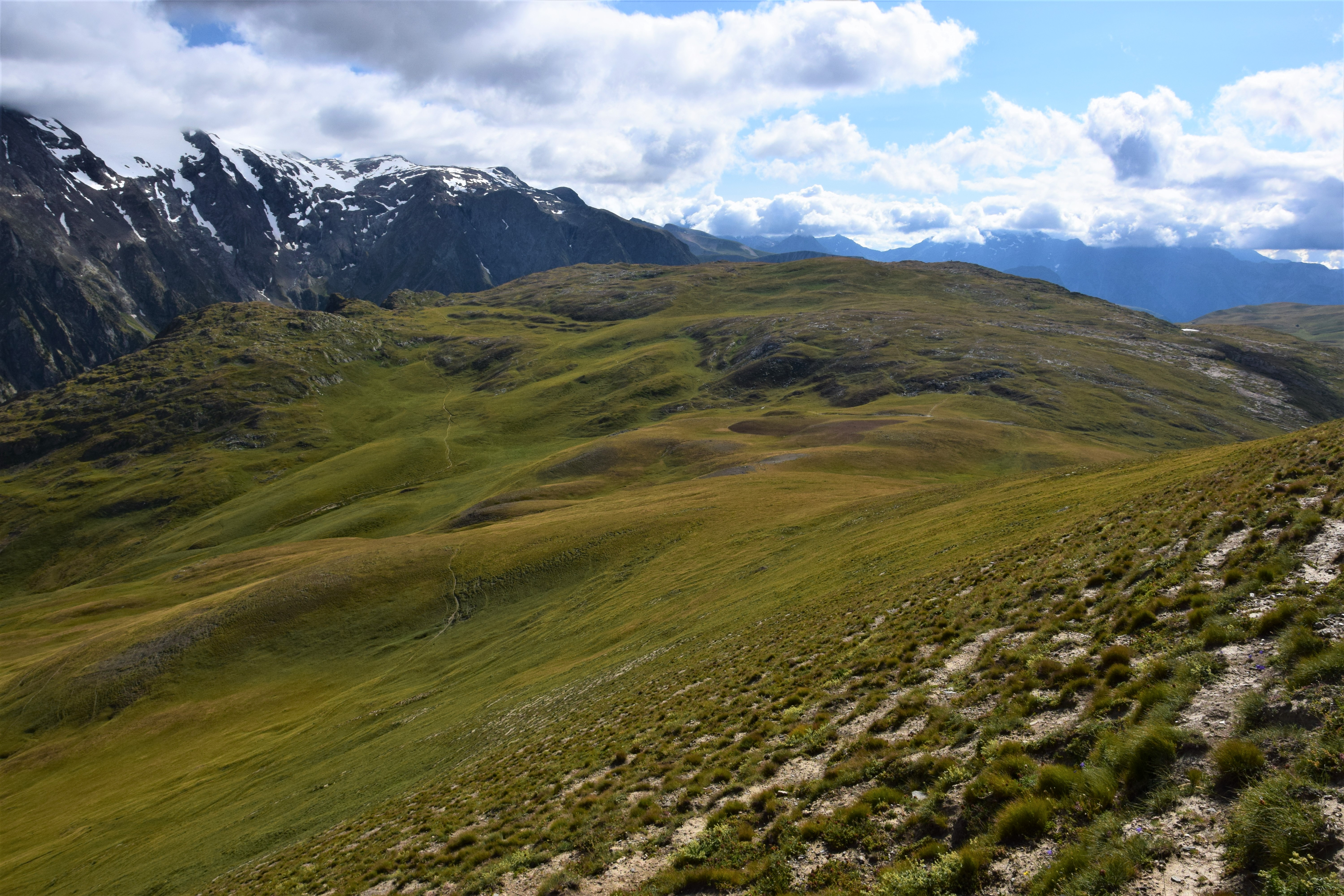
Vue sur le plateau du côté des lacs depuis le Grand Têt.